# Ventura Salimbeni

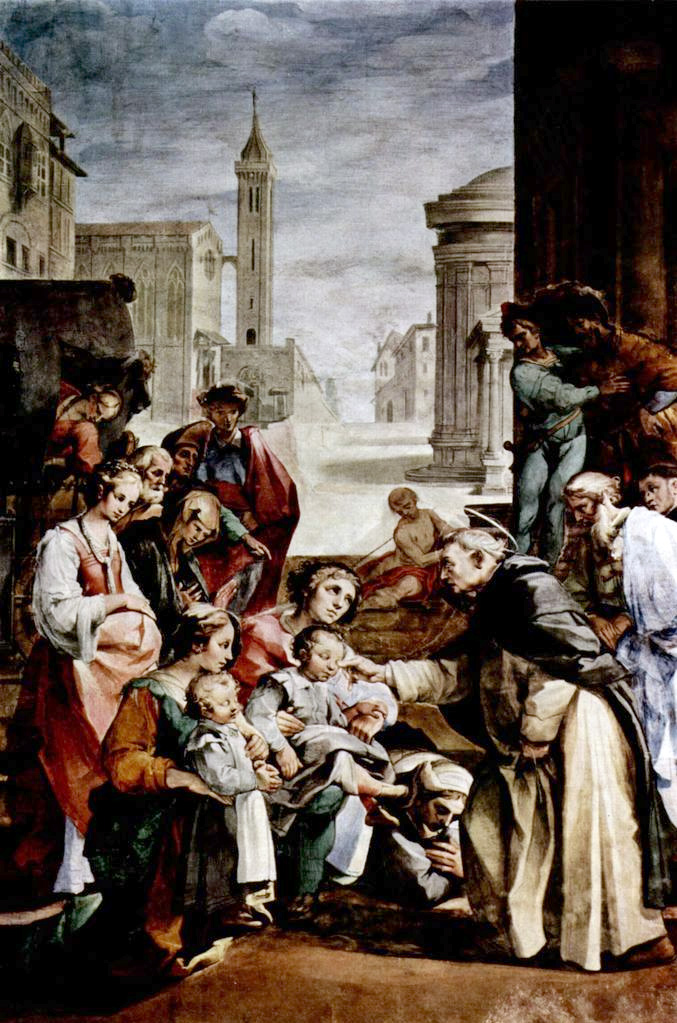
San Giacinto cura due gemelli ciechi

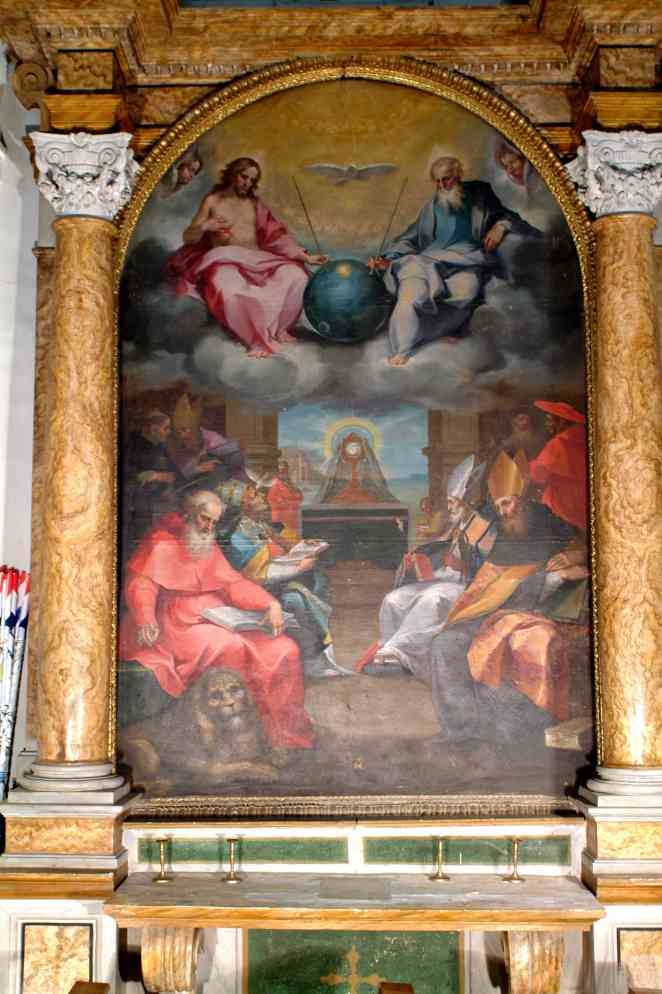
Disputa dell'Eucaristia

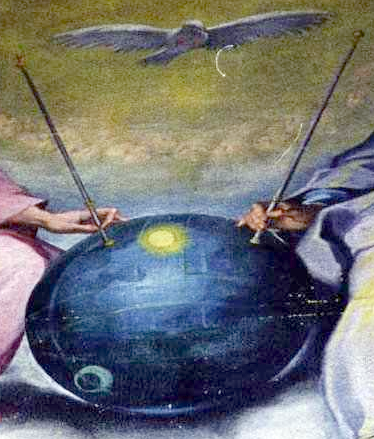
Particolare della Disputa: la Sfera Celeste

Ventura di Arcangelo Salimbeni, noto anche col nome di Cavaliere Bevilacqua (Siena, 20 gennaio 1568 – Siena, 1613), è stato un pittore e incisore italiano manierista, tra gli ultimi rappresentanti della scuola senese del Rinascimento.

## Biografia
Salimbeni nacque a Siena e qui studiò pittura insieme al fratellastro Francesco Vanni, sotto la guida del loro padre, Arcangelo Salimbeni.
Probabilmente fece alcuni viaggi nel nord Italia prima di trasferirsi a Roma, nel 1588, per collaborare alla realizzazione di un affresco per la Biblioteca Vaticana, opera commissionata da papa Sisto V.
Negli anni 1590 e 1591 ricevette una commissione dal cardinale Bonifazio Bevilacqua Aldobrandini per alcune pitture nella chiesa del Gesù e nella Basilica di Santa Maria Maggiore, entrambe poste a Roma. In queste opere è evidente l'influenza dei pittori manieristi Cavalier d'Arpino e Andrea Lilli.
Salimbeni fece ritorno a Siena nel 1595. Qui diventò uno degli ultimi maestri della scuola manierista, in quel periodo di passaggio verso lo stile barocco. Nella sua permanenza senese risentì fortemente dello stile geniale di Federico Barocci, come è possibile vedere nei drappeggi, evidenziati da bruschi cambi di luce e da superfici ondeggianti, presenti nella Nascita della Vergine (1607-1608) posta nella chiesa di San Domenico di Ferrara.
Negli anni dal 1595 al 1602 completò cicli pittorici per le chiese senesi, come l'oratorio della Santa Trinità. Sono famosi i suoi dettagliati bozzetti preparatori, molti dei quali si trovano oggi agli Uffizi di Firenze e al De Young di San Francisco. Intorno al 1600 iniziò a dipingere le scene della Vita di San Giacinto nella chiesa senese di Santo Spirito. Queste opere mostrano, negli edifici e nel paesaggio dello sfondo, una prospettiva riconducibile allo stile del pittore manierista senese Beccafumi. Sempre per la chiesa di Santo Spirito, Salimbeni completò numerosi cicli pittorici. In questi anni continuò a creare pitture anche per altre chiese italiane, ad esempio a Firenze. Nella basilica fiorentina della Santissima Annunziata affrescò, tra il 1605 e il 1608, alcune lunette con scene della storia dell'Ordine dei Serviti. Nel Duomo di San Salvatore, invece, dipinse un Giovanni Battista.
Sempre nel 1600 ebbe una commissione per la realizzazione di un affresco sulla Resurrezione di Cristo e di una Santa Chiara morente visitata dal papa, entrambi per la volta della cappella di San Massimo, posta nella Basilica di Santa Maria degli Angeli di Assisi.
Salimbeni si vide commissionare nel 1603 altri affreschi riguardanti Scene dei santi Quirico e Giulitta nella omonima chiesa senese, una delle più antiche della città. Come già in precedenza per la chiesa della Santa Trinità, anche qui lavorò a fianco del pittore Alessandro Casolani.
Fu un periodo ricco di nuovi incarichi per il pittore senese. Altre tre pitture vennero eseguite per la chiesa di San Lorenzo in San Pietro di Montalcino: la Consegna delle chiavi (1599), la Disputa dell'Eucaristia (1600) e la Crocifissione (1604).
Si occupò contemporaneamente anche della creazione di due opere nella Basilica di San Pietro di Perugia: Visione di Gregorio Magno e la Punizione di Davide. Il legato pontificio, cardinale Bonifazio Bevilacqua, che aveva commissionato tali opere, era così entusiasta del risultato da insignire Ventura Salimbeni con l'Ordine dello Speron d'oro, il più prestigioso della Santa Sede. Venne contestualmente autorizzato a chiamarsi "Cavalier Bevilacqua".
Tra il 1607 e il 1609 lavora a Pisa dove dipinse una tela intitolata Ascensione della Vergine per la chiesa di San Frediano di Pisa e soprattutto contribuisce alla nuova decorazione pittorica della tribuna del Duomo di Pisa con il dipinto L'Eterno in gloria e gli Arcangeli (ora posto nella navatella meridionale) e La Caduta della Manna. Nel 1612 compose una Vita di San Galgano per la chiesa del Santuccio di Siena, con il santo eremita e una foresta di sfondo.
La sua ultima opera d'arte fu la pittura ad olio del Matrimonio della Vergine, per il Seminario diocesano di Foligno, nel 1613, oggi esposto nel Museo Capitolare Diocesano di Foligno.
Nella sua vita artistica si ispirò a Federico Barocci, a Domenico Beccafumi e alla ricca e armoniosa tavolozza del Cigoli. Tra i suoi discepoli si ricordano Alessandro Casolani e Rutilio Manetti.
Durante la permanenza a Roma, dal 1589 al 1594, incise anche alcune acqueforti, di cui solo sette sono giunte ai giorni nostri. Figurano sicuramente tra le più raffinate opere italiane del periodo. Il primo, in ordine cronologico e in ordine di dimensione, è il Battesimo di Cristo del 1589, eseguito in collaborazione col più esperto Ambrogio Brambilla.
Nel 1634 Bernardino Capitelli realizzò un suo ritratto postumo.

## Antologia delle opere
- Sant'Agnese (1590, acquaforte, De Young Museum, San Francisco, CA)
- L'Annunciazione (1594, disegno, De Young Museum, San Francisco, CA)
- Matrimonio della Vergine (1590, De Young Museum, San Francisco, CA)
- Due Studi di donna (De Young Museum, San Francisco, CA)
- Studi figurativi di un uomo e di una donna seduta (De Young Museum, San Francisco, CA)
- Studi di una figura maschile con la spada (De Young Museum, San Francisco, CA)
- Madonna col Bambino (De Young Museum, San Francisco, CA)
- Studi figurativi di un uomo e di una donna in piedi (De Young Museum, San Francisco, CA)
- Santi Anna e Gioacchino (1590, acquaforte, De Young Museum, San Francisco, CA)
- L'Annunciazione (Museum of Fine Arts, Budapest)
- Morte di Santa Chiara con benedizione di papa Innocenzo IV (disegno, Fitzwilliam Museum, Cambridge, UK)
- Cristo sulla Croce con la Vergine, Maddalena e San Giovanni (Courtauld Institute of Art, Londra)
- Due studi di testa di donna, schizzo di un piede (Courtauld Institute of Art, Londra)
- Giovane in ginocchio con un vaso (Courtauld Institute of Art, Londra)  Archiviato il 14 maggio 2011 in Internet Archive.
- L'Arcivescovo Ascanio I Piccolomini presenta una miracolata alla Vergine (Palazzo Arcivescovile di Siena)
- Matrimonio della Vergine (Seminario Diocesano di Foligno)
- La Vergine e il Bambino in Gloria (1590, Grand Rapids Museum of Art, Michigan)
- Trinità con San Pietro e San Bernardo (Museo Fesch, Ajaccio, Francia)
- Studio per una pala d'altare (disegno, Fogg Art Museum, Boston, MA)
- Santa Caterina acceca con lo sguardo i soldati fiorentini (Haarlem, Museo Teylers)  Archiviato il 5 settembre 2005 in Internet Archive.
- San Lorenzo e San Carlo Borromeo adorano il Nome di Gesù (Duomo di Grosseto) Copia archiviata, su gol.grosseto.it. URL consultato l'8 dicembre 2013 (archiviato dall'url originale il 27 ottobre 2003).
- Affreschi della Resurrezione di Cristo (Chiesa di San Giovanni Battista a Bagno Vignoni)
- Affresco della Trinità all'opera col Mondo (Chiesa di San Lorenzo in San Pietro di Montalcino)
- Resurrezione di Cristo nella Cappella dell'Ablazione del Signore nella Basilica di Santa Maria degli Angeli di Assisi
- Crocifissione (Propositura dei Santi Giusto e Clemente, Castelnuovo Berardenga)
- Andata al Calvario (Chiesa di Sant'Agostino, Siena)
- Sant'Antonio in adorazione di Gesù Bambino (Chiesa di San Donato, Chianni)
- Madonna addolorata e santi (Chiesa della Compagnia di San Salvatore, Scrofiano)
- Martirio di Santa Caterina d'Alessandria (Pieve dei Santi Filippo e Giacomo, Montalcino)
- Beato Pietro Petroni (1597, Pieve dei Santi Filippo e Giacomo, Montalcino)
- San Simone Stock che riceve dalla Vergine lo scapolare (Chiesa di San Francesco, Montalcino)
- Visitazione (Chiesa della Madonna di Vitaleta, San Quirico d'Orcia)
- Miracolo della Neve (Santuario della Madonna delle Grazie (o dell'Incoronata), Arcidosso)
- Nascita della Vergine e Dormitio Virginis, (Chiesa di Santa Maria in Portico a Fontegiusta), Siena)
- L'Annunciata e l'Eterno (1597, Contrada del Leocorno, Siena)
- Crocifissione (1600, Basilica di San Domenico, Siena)
- Annunciazione e Natività (1607, Chiesa di San Frediano, Pisa)
- Martirio di Santa Cecilia (1607, Chiesa di Santa Cecilia, Pisa)
- La caduta della Manna (1607, Cattedrale di Santa Maria Assunta, Pisa)
- Eterno in Gloria e gli Arcangeli (1609, Cattedrale di Santa Maria Assunta, Pisa)
  - Adorazione dei Pastori (opera firmata e datata 1610, Chiesa di Sant'Agostino, Foligno[1])
- Affreschi vari (Villa Bottini, Lucca)